# Dovjka, Kaluș
Dovjka (în ucraineană Довжка) este un sat în comuna Sivka-Voinîlivska din raionul Kaluș, regiunea Ivano-Frankivsk, Ucraina.

## Demografie
Componența lingvistică a localității Dovjka
     Ucraineană (98,73%)
     Rusă (1,27%)
Conform recensământului din 2001, majoritatea populației localității Dovjka era vorbitoare de ucraineană (98,73%), existând în minoritate și vorbitori de rusă (1,27%).